# Club Blooming
Club Social, Cultural y Deportivo Blooming – boliwijski klub piłkarski z siedzibą w mieście Santa Cruz.

## Historia
Blooming założony został 1 maja 1946 roku i obecnie gra w pierwszej lidze boliwijskiej. Podczas mistrzostw świata w 1994 roku klub reprezentowali dwaj piłkarze – Modesto Soruco i Jaime Moreno.

## Osiągnięcia
- Mistrz Boliwii (5): 1984, 1998, 1999, Apertura 2005, Clausura 2009
- Wicemistrz Boliwii (3): 1982, 1983, Clausura 2008
- Copa Aerosur de Campeones: 2006
- Udział w Copa Libertadores (6): 1983, 1984, 1985, 1999, 2000, 2007
- Udział w Copa Merconorte: 2001
- Udział w Copa Sudamericana (2): 2008, 2009

## Aktualny skład
Stan z 9 kwietnia 2007 roku
| Nr | Zawodnik               | Pozycja   |
| -- | ---------------------- | --------- |
| 1  | Carlos Arias           | bramkarz  |
| 14 | Jorge Ortiz            | obrońca   |
| 3  | Sergio Jauregui        | obrońca   |
| 4  | Ricardo Verduguez      | pomocnik  |
| 5  | Alejandro Schiaparelli | obrońca   |
| 21 | Carmelo Angulo         | pomocnik  |
| 7  | Limberg Gutiérrez      | napastnik |
| 8  | Alexandre              | pomocnik  |
| 18 | Hernán Boyero          | napastnik |
| 10 | Joselito Vaca          | pomocnik  |
| 11 | Dimas                  | napastnik |
| 12 | Yadin Salazar          | bramkarz  |
| 13 | Carlos Suarez          | napastnik |
| 22 | Marco Andia            | obrońca   |
| 15 | Diego Suarez           | napastnik |
| 17 | Getulio Vaca Diez      | pomocnik  |
| 9  | Juan Fierro            | obrońca   |
| 19 | Jorge Andia            | obrońca   |
| 20 | Raúl González          | napastnik |
| 22 | Jorge Ruth             | bramkarz  |
| 23 | Limberg Mendez         | pomocnik  |
| 24 | Eduardo Cabello        | obrońca   |
| 25 | Omar Morales           | pomocnik  |